# Bagno Całowanie
Bagno Całowanie este o arie protejată (arie de protecție specială avifaunistică — SPA) din Polonia întinsă pe o suprafață de 4.897,7 ha, integral pe uscat.

## Localizare
Centrul sitului Bagno Całowanie este situat la coordonatele 52°00′00″N 21°20′53″E / 52.0001°N 21.3481°E.

## Înființare
Situl Bagno Całowanie a fost declarat arie de protecție specială avifaunistică în noiembrie 2008 pentru a proteja 31 de specii de animale.

## Biodiversitate
Situată în ecoregiunea continentală, aria protejată nu include niciun habitat protejat.
La baza desemnării sitului se află mai multe specii protejate de  păsări (31): pescăruș albastru (Alcedo atthis), gârliță mare (Anser albifrons), gâscă de semănătură (Anser fabalis), fâsă-de-câmp (Anthus campestris), acvilă țipătoare mică (Aquila pomarina), ciuf de câmp (Asio flammeus), caprimulg (Caprimulgus europaeus), barză albă (Ciconia ciconia), barză neagră (Ciconia nigra), erete de stuf (Circus aeruginosus), erete vânăt (Circus cyaneus), erete cenușiu (Circus pygargus), cristeiul de câmp (Crex crex), ciocănitoarea de stejar (Dendrocopos medius), ciocănitoare neagră (Dryocopus martius), egretă albă (Egretta alba), presură de grădină (Emberiza hortulana), cocor (Grus grus), stârc pitic (Ixobrychus minutus), sfrâncioc roșiatic (Lanius collurio), sitar de mâl (Limosa limosa), ciocârlie de pădure (Lullula arborea), gușă albastră (Luscinia svecica), culic mare (Numenius arquata), viespar (Pernis apivorus), bătăuș (Philomachus pugnax), cresteț cenușiu (Porzana parva), cresteț pestriț (Porzana porzana), silvie porumbacă (Sylvia nisoria), fluierar de mlaștină (Tringa glareola), fluierarul cu picioare roșii (Tringa totanus).